# Жансью-Пижроль (кантон)
Жансью-Пижроль (фр. Gentioux-Pigerolles) — кантон во Франции, находится в регионе Лимузен. Департамент кантона — Крёз. Входит в состав округа Обюссон. Население кантона на 2006 год составляло 1424 человек.
Код INSEE кантона 2317. Всего в кантон Жантиу-Пижроль входят 7 коммун, из них главной коммуной является Жансью-Пижроль.

## Коммуны кантона
- Фо-ла-Монтань — население 364 чел.
- Фенье — население 87 чел.
- Жансью-Пижроль — население 368 чел.
- Жиу — население 174 чел.
- Ла-Нуай — население 250 чел.
- Ла-Вильдьё — население 48 чел.
- Сен-Марк-а-Лубо — население 133 чел.